# Джузеппе Панкаро
Джузеппе Панкаро (італ. Giuseppe Pancaro, нар. 26 серпня 1971, Козенца) — італійський футболіст, що грав на позиції захисника, зокрема за «Кальярі» і «Лаціо», а також національну збірну Італії. По завершенні ігрової кар'єри — тренер.

## Клубна кар'єра
Народився 26 серпня 1971 року в Козенці. Вихованець футбольної школи клубу «Торіно».
У дорослому футболі дебютував 1988 року виступами за нижчолігову команду «Акрі», в якій провів один сезон. Згодом протягом двох років грав за молодіжну команду «Торіно», після чого в сезоні 1991/92 на умовах оренди грав за «Авеццано» в Серії C2.
1992 року став гравцем вищолігового «Кальярі», у складі якого за два роки став стабільним гравцем основного складу.
Влітку 1997 року, після того як «Кальярі» втратив місце в елітному дивізіоні, на той час вже лідер захисту команди перебрався до столичного «Лаціо». Відіграв за «біло-блакитних» наступні шість сезонів своєї ігрової кар'єри. Був основним гравцем оборонної ланки команди і дпоміг їй здобути два Кубка Італії, 1999 року стати володарем Кубка Кубків УЄФА і Суперкубка УЄФА, а в сезоні 1999/2000 виграти чемпіонат Італії.
Протягом 2003—2005 років захищав кольори «Мілана», у складі якого в сезоні 2003/04 удруге став чемпіоном Італії.
Згодом провів по сезону у складі «Фіорентини» і «Торіно», після чого у 2007 завершив ігрову кар'єру.

## Виступи за збірну
Навесні 1999 року дебютував в офіційних матчах у складі національної збірної Італії.
Загалом протягом кар'єри у національній команді, яка тривала сім років, провів у її формі 19 матчів.

## Кар'єра тренера
Розпочав тренерську кар'єру, повернувшись до футболу після невеликої перерви, 2012 року, ставши асистентом головного тренера «Модени».
Згодом протягом другої половини 2010-х років очолював тренерські штаби команд «Юве Стабія», «Катанія», «Катандзаро» та «Пістоєзе».

## Статистика виступів

### Статистика клубних виступів
| Сезон               | Команда             | Чемпіонат           | Чемпіонат | Чемпіонат | Національний кубок | Національний кубок | Національний кубок | Континентальні кубки | Континентальні кубки | Континентальні кубки | Інші змагання | Інші змагання | Інші змагання | Усього | Усього |
| Сезон               | Команда             | Ліга                | Ігор      | Голів     | Ліга               | Ігор               | Голів              | Ліга                 | Ігор                 | Голів                | Ліга          | Ігор          | Голів         | Ігор   | Голів  |
| ------------------- | ------------------- | ------------------- | --------- | --------- | ------------------ | ------------------ | ------------------ | -------------------- | -------------------- | -------------------- | ------------- | ------------- | ------------- | ------ | ------ |
| 1988–89             | «Акрі»              | Міжрег.             | 29        | 0         | -                  | -                  | -                  | -                    | -                    | -                    | -             | -             | -             | 29     | 0      |
| 1991–92             | «Авеццано»          | C2                  | 32        | 2         | -                  | -                  | -                  | -                    | -                    | -                    | -             | -             | -             | 32     | 2      |
| 1992–93             | «Кальярі»           | A                   | 3         | 0         | КІ                 | 0                  | 0                  | -                    | -                    | -                    | -             | -             | -             | 3      | 0      |
| 1993–94             | «Кальярі»           | A                   | 7         | 0         | КІ                 | 0                  | 0                  | КУЄФА                | 2                    | 1                    | -             | -             | -             | 9      | 1      |
| 1994–95             | «Кальярі»           | A                   | 24        | 0         | КІ                 | 0                  | 0                  | -                    | -                    | -                    | -             | -             | -             | 24     | 0      |
| 1995–96             | «Кальярі»           | A                   | 32        | 1         | КІ                 | 0                  | 0                  | -                    | -                    | -                    | -             | -             | -             | 32     | 1      |
| 1996–97             | «Кальярі»           | A                   | 31        | 4         | КІ                 | 0                  | 0                  | -                    | -                    | -                    | -             | -             | -             | 31     | 4      |
| Усього за «Кальярі» | Усього за «Кальярі» | Усього за «Кальярі» | 97        | 5         |                    | 0                  | 0                  |                      | 0                    | 0                    |               | -             | -             | 97     | 5      |
| 1997–98             | «Лаціо»             | A                   | 24        | 1         | КІ                 | 3                  | 0                  | КУЄФА                | 7                    | 0                    | -             | -             | -             | 34     | 1      |
| 1998–99             | «Лаціо»             | A                   | 30        | 0         | КІ                 | 4                  | 0                  | КВК                  | 8                    | 0                    | СІ            | 0             | 0             | 42     | 0      |
| 1999–00             | «Лаціо»             | A                   | 28        | 3         | КІ                 | 5                  | 0                  | ЛЧ                   | 11                   | 0                    | СУ            | 1             | 0             | 45     | 3      |
| 2000–01             | «Лаціо»             | A                   | 31        | 0         | КІ                 | 1                  | 0                  | ЛЧ                   | 10                   | 0                    | СІ            | 1             | 0             | 43     | 0      |
| 2001–02             | «Лаціо»             | A                   | 23        | 1         | КІ                 | 1                  | 0                  | ЛЧ                   | 7                    | 0                    | -             | -             | -             | 31     | 1      |
| 2002–03             | «Лаціо»             | A                   | 16        | 0         | КІ                 | 4                  | 2                  | КУЄФА                | 5                    | 0                    | -             | -             | -             | 25     | 2      |
| Усього за «Лаціо»   | Усього за «Лаціо»   | Усього за «Лаціо»   | 152       | 5         |                    | 18                 | 2                  |                      | 48                   | 0                    |               | 2             | 0             | 220    | 7      |
| 2003–04             | «Мілан»             | A                   | 21        | 1         | КІ                 | 3                  | 0                  | ЛЧ                   | 7                    | 0                    | СІ+СУ+МКК     | 0+1+1         | 0             | 33     | 1      |
| 2004–05             | «Мілан»             | A                   | 18        | 1         | КІ                 | 4                  | 0                  | ЛЧ                   | 1                    | 0                    | СІ            | 0             | 0             | 23     | 1      |
| Усього за «Мілан»   | Усього за «Мілан»   | Усього за «Мілан»   | 39        | 2         |                    | 7                  | 0                  |                      | 8                    | 0                    |               | 2             | 0             | 56     | 2      |
| 2005–06             | «Фіорентина»        | A                   | 18        | 0         | КІ                 | 4                  | 0                  | -                    | -                    | -                    | -             | -             | -             | 22     | 0      |
| 2006–07             | «Торіно»            | A                   | 10        | 0         | КІ                 | 1                  | 0                  | -                    | -                    | -                    | -             | -             | -             | 11     | 0      |
| Усього за кар'єру   | Усього за кар'єру   | Усього за кар'єру   | 377       | 14        |                    | 30                 | 2                  |                      | 56                   | 0                    |               | 4             | 0             | 467    | 16     |

### Статистика виступів за збірну
| Дата       | Місто     | Господарі  | Результат | Гості     | Турнір            | Голи | Примітки |
| ---------- | --------- | ---------- | --------- | --------- | ----------------- | ---- | -------- |
| 28-4-1999  | Загреб    | Хорватія   | 0 – 0     | Італія    | товариський матч  | -    | 63'      |
| 9-6-1999   | Лозанна   | Швейцарія  | 0 – 0     | Італія    | Відбір до ЧЄ 2000 | -    | 70'      |
| 8-9-1999   | Неаполь   | Італія     | 2 – 3     | Данія     | Відбір до ЧЄ 2000 | -    | 48'      |
| 29-3-2000  | Барселона | Іспанія    | 2 – 0     | Італія    | товариський матч  | -    | 73'      |
| 7-10-2000  | Мілан     | Італія     | 3 – 0     | Румунія   | Відбір до ЧС 2002 | -    | 54'      |
| 11-10-2000 | Анкона    | Італія     | 2 – 0     | Грузія    | Відбір до ЧС 2002 | -    | 75'      |
| 24-3-2001  | Бухарест  | Румунія    | 0 – 2     | Італія    | Відбір до ЧС 2002 | -    | 27'      |
| 25-4-2001  | Перуджа   | Італія     | 1 – 0     | ПАР       | товариський матч  | -    | 70'      |
| 2-6-2001   | Тбілісі   | Грузія     | 1 – 2     | Італія    | Відбір до ЧС 2002 | -    |          |
| 1-9-2001   | Каунас    | Литва      | 0 – 0     | Італія    | Відбір до ЧС 2002 | -    | 67'      |
| 5-9-2001   | П'яченца  | Італія     | 1 – 0     | Марокко   | товариський матч  | -    | 85'      |
| 7-11-2001  | Сайтама   | Японія     | 1 – 1     | Італія    | товариський матч  | -    | 67'      |
| 20-11-2002 | Пескара   | Італія     | 1 – 1     | Туреччина | товариський матч  | -    | 84'      |
| 12-11-2003 | Варшава   | Польща     | 3 – 1     | Італія    | товариський матч  | -    | 46'      |
| 16-11-2003 | Анкона    | Італія     | 1 – 0     | Румунія   | товариський матч  | -    | 85'      |
| 18-2-2004  | Палермо   | Італія     | 2 – 2     | Чехія     | товариський матч  | -    | 76'      |
| 31-3-2004  | Брага     | Португалія | 1 – 2     | Італія    | товариський матч  | -    | 46'      |
| 13-10-2004 | Парма     | Італія     | 4 – 3     | Білорусь  | Відбір до ЧС 2006 | -    |          |
| 9-2-2005   | Кальярі   | Італія     | 2 – 0     | Росія     | товариський матч  | -    | 69'      |
| Усього     |           | Матчів     | 19        |           | Голів             | 0    |          |

## Титули і досягнення
- Чемпіон Італії (2):

«Лаціо»: 1999-2000
«Мілан»: 2003-2004
- Володар Кубка Італії (2):

«Лаціо»: 1997-1998, 1999-2000
- Володар Суперкубка Італії з футболу (3):

«Лаціо»: 1998, 2000
«Мілан»: 2004
- Володар Кубка Мітропи (1):

«Торіно»: 1991
- Володар Кубка Кубків УЄФА (1):

«Лаціо»: 1998-1999
- Володар Суперкубка УЄФА (2):

«Лаціо»: 1999
«Мілан»: 2003